# Jasper, Arkansas
Jasper är administrativ huvudort i Newton County i Arkansas. Jasper har varit countyts huvudort sedan 1843.